# This Generation
This Generation je šesté album křesťanské rockové skupiny Sonicflood. Bylo vydáno v roce 2005.

## Skladby
1. "This Generation" - 4:01
2. "All I've Failed To Be" - 4:21
3. "You Are" - 4:05
4. "Everlasting" - 4:16
5. "More Than Anything" - 4:30
6. "Prodigal " - 3:26
7. "Your Love Goes On Forever" - 4:41
8. "Never Forget You" - 3:20
9. "Moment Of Glory" - 4:25
10. "God Is Here" - 4:16